# Tobongszan állomás
Tobongszan (Dobongsan) állomás föld feletti metróállomás a szöuli metró 1-es és 7-es vonalán. Egyúttal a hagyományos Kjongvon (Gyeongwon) vasútvonal állomása is. Nevét a közeli Tobongszan (Dobongsan) hegyről kapta.

## Viszonylatok
| 1-es vonal                                       | 1-es vonal                         | 1-es vonal                                                          |
| ------------------------------------------------ | ---------------------------------- | ------------------------------------------------------------------- |
| Mangvolsza (Mangwolsa) Szojoszan (Soyosan) felé  | Kjongvon (Gyeongwon) személyvonat  | Tobong (Dobong) Incshon (Incheon) felé                              |
| Hörjong (Hoeryong) Tonducshon (Dongducheon) felé | Kjongvon (Gyeongwon) expresszvonat | Cshang-tong (Chang-dong) Incshon (Incheon) felé                     |
| 7-es vonal                                       |                                    |                                                                     |
| Csangam (Jangam) Végállomás felé                 | 7-es vonal                         | Szurakszan (Suraksan) Puphjong-ku cshong (Bupyeong-gu cheong ) felé |
| Korail                                           |                                    |                                                                     |
| Tobong (Dobong) Jongszan (Yongsan) felé          | Kjongvon (Gyeongwon) vonal         | Mangvolsza (Mangwolsa) Pengmagodzsi (Baengmagoji) felé              |